# August Feierabend
Maurus August Feierabend (* 15. August 1812 in Stans; † 24. Juli 1887 in Luzern) war ein Schweizer Mediziner und Schriftsteller.

## Leben

### Familie
August Feierabend war der Sohn des Militärarztes Joachim Feierabend. 1822 siedelte sich die Familie in Luzern an.
Er war ab 1839 mit Maria Rosalia, die Tochter des Arztes Anton Thürlemann, verheiratet; gemeinsam hatten sie dreizehn Kinder.

### Werdegang
In Luzern besuchte August Feierabend anfangs die Stadtschulen, das dortige Gymnasium und das Lyzeum (heute Kantonsschule Alpenquai Luzern); in dieser Zeit absolvierte er einen Jahreskurs bei den Jesuiten in Freiburg.
1834 immatrikulierte er sich zu einem Medizinstudium an der Universität München, das er später an der Universität Würzburg und an der Universität Zürich bis 1837 fortsetzte.
Nach Beendigung des Studiums liess er sich 1837 in Hochdorf als Arzt nieder und blieb dort bis 1844; in dieser Zeit wurde er zum Sanitätsrat ernannt.
Am 8. Dezember 1844 beteiligte er sich, mit dem Ziel, die Regierung zu stürzen und die Jesuiten zu vertreiben, am Freischarenzug. Er musste, nachdem der Umsturzversuch gescheitert war, nach Wil im Kanton Sankt Gallen fliehen. Danach war er 1847 bis 1859 Arzt in Kappel. Er kehrte dann nach Luzern zurück und war dort unter anderem auch als homöopathischer Arzt tätig.
Neben seiner medizinischen Tätigkeit war er auch seit 1854 Redakteur des Eidgenössischen Nationalkalenders, den er dreiunddreissig Jahre lang herausgab.
1857 war er Bezirksschulratspräsident.

### Gesellschaftliches und schriftstellerisches Wirken
August Feierabend war ein Gegner der Jesuiten und entwickelte ein liberal-demokratisches Engagement.
Er publizierte in verschiedenen Zeitungen, unter anderem in der Die Schweiz, die später in Alpenrosen umbenannt wurde. Weiter veröffentlichte er auch im Illustrirten deutschen Gewerbskalender, in Der Hausfreund: Schweizerblätter zur Unterhaltung und Belehrung, in den Verhandlungen der Schweizerischen Naturforschenden Gesellschaft, im Familienblatt Daheim und in der katholischen Monatsschrift Alte und Neue Welt.
1851 war er Mitbegründer des in Ebnat gedruckten Toggenburger Wochenblatts (heute Toggenburger Nachrichten.), das er auch redigierte.
Er verfasste sowohl medizinische Abhandlungen, unter anderem 1864 Die Homöopathie und ihre Stellung zur Neuzeit und 1865 Die klimatischen Kurorte der Schweiz als auch landeskundliche Beschreibungen und historische Publikationen sowie einige Bühnenstücke.
Er stand im Briefverkehr mit Jeremias Gotthelf.

## Mitgliedschaften
- 1843 wurde August Feierabend von den Mitgliedern der Kantonalgesellschaft für vaterländische Kultur, die zu den Freisinnigen zählten, in Sempach zum Präsidenten gewählt.[13]
- August Feierabend war Mitglied der Schweizerischen Naturforschenden Gesellschaft, war deren Aktuar[14] und gehörte zu deren Organisationskomitee.[15]

## Schriften (Auswahl)
- Geschichte der eidgenössischen Freischiessen. Ein Schärflein auf den Festaltar der vierhundertjährigen Schlachtfeier von St. Jakob und des dazu veranstalteten eidgenössischen Freischiessens in Basel im Juli 1844. Verlag Meyer & Zeller, Zürich 1844.
- Das Doppelfest der 400jährigen Schlachtfeier bei St. Jakob am 30. Brachmonat 1844: und dem damit verbundenen Eidgenössischen Freischießens in Basel vom 1.–8. Heumonat 1844. Zürich: Meyer et Zeller, 1844.
- Eduard Schnyder: ein Charakterbild aus unserer Zeit: als Gedenkblume auf dessen Grab gezeichnet. Luzern: J. & A. Stocker, 1852.
- Adrian von Bubenberg, oder, Die Schlacht bei Murten: ein schweizerisch-vaterländisches Volksschauspiel in fünf Aufzügen. Frick: Stocker, 1860.
- Die Entführung. Ein schweizerisches Nationallustspiel in vier Aufzügen. Luzern, 1860.
- Die Homöopathie und ihre Stellung zur Neuzeit. Luzern 1864.
- Die Mordnacht zu Luzern: vaterländisches Volksschauspiel in drei Handlungen. Luzern: A. Bolzern, 1864.
- Arnold von Winkelried: Vaterländisches Volksschauspiel in fünf Handlungen. Luzern 1864.
- Die klimatischen Kurorte der Schweiz. Wien 1865.
- Der Alpenstich in der Schweiz - Ein Beitrag zur Geschichte der Volkskrankheiten. Wien 1866.
- Die schweizerische Alpenwelt: für junge und alte Freunde der Alpen. Bielefeld: Velhagen & Klasing, 1873.
- Der Gletschergarten beim Löwendenkmal in Luzern. Luzern 1873.
- Relief der Central-Schweiz von General Pfyffer von Luzern und Relief vom Muotathal im Kanton Schwyz sowie der dort stattgefundenen Kämpfe. Luzern, 1874.
- Geschichte der eidgenössischen Schützenfeste von Gründung derselben im Juni 1824 in Aarau bis und mit der Jubelfeier im Juli in St. Gallen, nebst geschichtlicher Einleitung über das schweizerische Schützenwesen früherer Jahrhunderte. Aarau, 1875.
- Das Gottesgericht: Schweizerisches Volksschauspiel in 4 Akten und 7 Abteilungen. Bern: Lang & Comp. 1875.
- Die Burgunderschlachten: dramatische Dichtung in drei Volksschauspielen. Bern: Lang & Comp. 1876–1877.
- Christian Schybi - volkstümliches Trauerspiel. Aarau 1877.